# 66e Golden Globe Awards
De 66e Golden Globe Awards, waarbij de prijzen werden uitgereikt in verschillende categorieën voor de beste films en beste televisieprogramma's van 2008, het vond plaats op 11 januari 2009 in het Beverly Hilton Hotel in Beverly Hills, Californië. De ceremonie werd gepresenteerd door tal van beroemdheden waaronder Sacha Baron Cohen, Elizabeth Banks en Drew Barrymore.

## Winnaars en genomineerde

### Film

#### Beste Dramafilm
- Slumdog Millionaire
  - The Curious Case of Benjamin Button
  - Frost/Nixon
  - The Reader
  - Revolutionary Road

#### Beste komische of muzikale film
- Vicky Cristina Barcelona
  - Burn After Reading
  - Happy-Go-Lucky
  - In Bruges
  - Mamma Mia!

#### Beste Regisseur
- Danny Boyle – Slumdog Millionaire
  - Stephen Daldry – The Reader
  - David Fincher – The Curious Case of Benjamin Button
  - Ron Howard – Frost/Nixon
  - Sam Mendes – Revolutionary Road

#### Beste acteur in een dramafilm
- Mickey Rourke – The Wrestler als Randy "The Ram" Robinson
  - Leonardo DiCaprio – Revolutionary Road als Frank Wheeler
  - Frank Langella – Frost/Nixon als Richard Nixon
  - Brad Pitt – The Curious Case of Benjamin Button als Benjamin Button
  - Sean Penn – Milk als Harvey Milk

#### Beste actrice in een dramafilm
- Kate Winslet – Revolutionary Road als April Wheeler
  - Anne Hathaway – Rachel Getting Married als Kym
  - Angelina Jolie – Changeling als Christine Collins
  - Meryl Streep – Doubt als Zuster Aloysius Beauvier
  - Kristin Scott Thomas – Il y a longtemps que je t'aime als Juliette Fontaine

#### Beste acteur in een komische of muzikale film
- Colin Farrell – In Bruges als Ray
  - Javier Bardem – Vicky Cristina Barcelona als Juan Antonio Gonzalo
  - James Franco – Pineapple Express als Saul Silver
  - Brendan Gleeson – In Bruges als Ken
  - Dustin Hoffman – Last Chance Harvey als Harvey Shine

#### Beste actrice in een komische of muzikale film
- Sally Hawkins – Happy-Go-Lucky als Pauline "Poppy" Cross
  - Rebecca Hall – Vicky Cristina Barcelona als Vicky
  - Frances McDormand – Burn After Reading als Linda Litzke
  - Meryl Streep – Mamma Mia! als Donna Carmichael
  - Emma Thompson – Last Chance Harvey als Kate Walker

#### Beste mannelijke bijrol
- Heath Ledger – The Dark Knight als The Joker (postuum)
  - Tom Cruise – Tropic Thunder als Les Grossman
  - Robert Downey Jr. – Tropic Thunder als Kirk Lazarus
  - Ralph Fiennes – The Duchess als William Cavendish, vijfde hertog van Devonshire
  - Philip Seymour Hoffman – Doubt als Vader Brendan Flynn

#### Beste vrouwelijke bijrol
- Kate Winslet – The Reader als Hanna Schmitz
  - Amy Adams – Doubt als Zuster James
  - Penélope Cruz – Vicky Cristina Barcelona als María Elena
  - Viola Davis – Doubt als Mrs. Miller
  - Marisa Tomei – The Wrestler als Cassidy

#### Beste script
- Slumdog Millionaire – Simon Beaufoy
  - The Curious Case of Benjamin Button – Eric Roth
  - Doubt – John Patrick Shanley
  - Frost/Nixon – Peter Morgan
  - The Reader – David Hare

#### Beste filmmuziek
- Slumdog Millionaire – A. R. Rahman
  - Changeling – Clint Eastwood
  - The Curious Case of Benjamin Button – Alexandre Desplat
  - Defiance – James Newton Howard
  - Frost/Nixon – Hans Zimmer

#### Beste filmsong
- "The Wrestler" (door Bruce Springsteen) – The Wrestler
  - "Down to Earth" (door Peter Gabriel) – WALL-E
  - "Gran Torino" (door Jamie Cullum) – Gran Torino
  - "I Thought I Lost You" (door Miley Cyrus en John Travolta) – Bolt
  - "Once in a Lifetime" (door Beyoncé) – Cadillac Records

#### Beste buitenlandse film
- Vals im Bashir - Israël
  - Der Baader Meinhof Komplex - Duitsland
  - Maria Larssons eviga ögonblick - Zweden/Denemarken
  - Gomorra - Italië
  - Il y a longtemps que je t'aime - Frankrijk

#### Beste animatiefilm
- WALL-E
  - Bolt
  - Kung Fu Panda

### Televisie

#### Beste dramaserie
- Mad Men
  - Dexter
  - House
  - In Treatment
  - True Blood

#### Beste komische of muzikale serie
- 30 Rock
  - Californication
  - Entourage
  - The Office
  - Weeds

#### Beste televisiefilm of miniserie
- John Adams
  - Bernard and Doris
  - Cranford
  - A Raisin in the Sun
  - Recount

#### Beste acteur in een dramaserie
- Gabriel Byrne – In Treatment als Dr. Paul Weston
  - Michael C. Hall – Dexter als Dexter Morgan
  - Jon Hamm – Mad Men als Don Draper
  - Hugh Laurie – House als Dr. Gregory House
  - Jonathan Rhys Meyers – The Tudors als Hendrik VIII van Engeland

#### Beste actrice in een dramaserie
- Anna Paquin – True Blood als Sookie Stackhouse
  - Sally Field – Brothers & Sisters als Nora Walker
  - Mariska Hargitay – Law & Order: Special Victims Unit als Det. Olivia Benson
  - January Jones – Mad Men als Betty Draper
  - Kyra Sedgwick – The Closer als Deputy Chief Brenda Leigh Johnson

#### Beste acteur in een komische of muzikale serie
- Alec Baldwin – 30 Rock als Jack Donaghy
  - Steve Carell – The Office als Michael Scott
  - Kevin Connolly – Entourage als Eric Murphy
  - David Duchovny – Californication als Hank Moody
  - Tony Shalhoub – Monk als Adrian Monk

#### Beste actrice in een komische of muzikale serie
- Tina Fey – 30 Rock als Liz Lemon
  - Christina Applegate – Samantha Who? als Samantha "Sam" Newly
  - America Ferrera – Ugly Betty als Betty Suarez
  - Debra Messing – The Starter Wife als Molly Kagan
  - Mary-Louise Parker – Weeds als Nancy Botwin

#### Beste acteur in een miniserie of televisiefilm
- Paul Giamatti – John Adams als John Adams
  - Ralph Fiennes – Bernard and Doris als Bernard Lafferty
  - Kevin Spacey – Recount als Ron Klain
  - Kiefer Sutherland – 24: Redemption als Jack Bauer
  - Tom Wilkinson – Recount als James Baker

#### Beste actrice in een miniserie of televisiefilm
- Laura Linney – John Adams als Abigail Adams
  - Catherine Keener – An American Crime als Gertrude Baniszewski
  - Shirley MacLaine – Coco Chanel als Coco Chanel
  - Susan Sarandon – Bernard and Doris als Doris Duke
  - Judi Dench – Cranford als Matilda "Matty" Jenkyns

#### Beste mannelijke bijrol in een televisieserie, miniserie of televisiefilm
- Tom Wilkinson – John Adams als Benjamin Franklin
  - Neil Patrick Harris – How I Met Your Mother als Barney Stinson
  - Denis Leary – Recount als Michael Whouley
  - Jeremy Piven – Entourage als Ari Gold
  - Blair Underwood – In Treatment als Alex Prince

#### Beste vrouwelijke bijrol in een televisieserie, miniserie of televisiefilm
- Laura Dern – Recount als Katherine Harris
  - Eileen Atkins – Cranford als Deborah Jenkyns
  - Melissa George – In Treatment als Laura Hill
  - Rachel Griffiths – Brothers & Sisters als Sarah Walker
  - Dianne Wiest – In Treatment als Gina